# Joanna Pociask-Karteczka
Joanna Katarzyna Pociask-Karteczka (ur. 1958 w Słomnikach) – polska geograf, hydrolog, profesor nauk o Ziemi, popularyzator nauki, poetka. 

## Życiorys
W młodości próbowała wspinać się na Skałkach Twardowskiego. Ukończyła studia z geografii fizycznej w 1981 roku na Uniwersytecie Jagiellońskim. Brała udział w badaniach hydrologicznych na Spitsbergenie podczas dwóch ekspedycji w latach 1983–1984, weszła wówczas m.in. na górę Lidfjellet. Stopnień doktora uzyskała w 1987 roku na podstawie pracy Water circulation in the north-western part of Sörkappland - Spitsbergen. Habilitowała się 16 grudnia 1996 roku w dziedzinie nauk geograficznych (dyscyplina: geografia, specjalność: hydrografia) na podstawie pracy Założenia metodyczne regionalizacji hydrologicznej na przykładzie dorzecza górnej Wisły na Wydziale Biologii i Nauk o Ziemi Uniwersytetu Jagiellońskiego. 14 czerwca 2005 roku uzyskała tytuł profesora nauk o Ziemi. W 2019 roku odbyła podróż do Ziemi Ognistej. Podróżowała także na Alaskę, do Norwegii, Patagonii, Nowej Zelandii. Współpracowała z Klubem Artystyczno-Literackim Teatr Stygmator. 
Pracuje jako profesor na Wydziale Geografii i Geologii Uniwersytetu Jagiellońskiego oraz w Zakładzie Hydrologii Instytutu Geografii i Gospodarki Przestrzennej Uniwersytetu Jagiellońskiego.  
Członek Polskiej Akademii Umiejętności i Polskiej Akademii Nauk, Polskiego Towarzystwa Geograficznego (od 1978 roku; była przewodniczącą Komisji Hydrologicznej od 2007 do 2014 roku), Związku Literatów Polskich.  
Została wyróżniona Złotą Odznaką Polskiego Towarzystwa Geograficznego (nr 791) w 2008 roku i Członkostwem Honorowym tegoż stowarzyszenia (2019).  

## Dorobek naukowy
Zajmowała się m.in. hydrologią Karpat i Wyżyny Krakowsko-Wieluńskiej. Napisała kilkaset tekstów (ponad 320 publikacji – stan na 2020 rok) z zakresu hydrologii i ochrony środowiska, w tym także teksty popularyzujące naukę. Publikowała artykuły naukowe m.in. w: „Georeview”, „Journal of Environmental Hydrology”, „Mountain Research and Development”. 

### Publikacje książkowe (wybór)
- Założenia metodyczne regionalizacji hydrologicznej na przykładzie dorzecza górnej Wisły (1995)[5]
- Zlewnia. Właściwości i procesy (redaktor i współautorka; 2003, 2. wydanie 2006)[5]
- Stan i perspektywy rozwoju turystyki w Tatrzańskim Parku Narodowym (redaktor i współautorka; 2007)[5]
- Wody w parkach narodowych Polski (redaktor i współautorka; 2012)[5]
- Morskie Oko – przyroda i człowiek (redaktor i współautorka; 2014)[9] – wyróżnienie w kategorii Tatralia na Festiwalu Górskim im. Andrzeja Zawady (2015)[10]
- Hydrologia Polski (redaktor i współautorka; 2017)[5]
- Sustainable water resources management in high mountains in the Baltic Sea Region (redaktor, współautorka rozdziału; 2019)[5]

## Twórczość literacka
Recenzenci określają ją jako „poetkę natury”. W jej twórczości poetyckiej pojawiają się m.in. tematy związane z ekspedycjami naukowymi i podróżami, zwłaszcza tematyka górska, pojawiają się także motywy religijne. Jest zdania, że „opis poetycki jest uzupełnieniem opisu naukowego”. Co najmniej od lat 80. XX wieku pisze dzienniki.

### Tomy poetyckie
- Na drugi brzeg (1996)[6]
- Droga Krzyżowa (1997, 2013)[6]
- Zostańcie (1999)[6]
- Ocalenia (2005)[6] – poemat[4]
- Twarze z gór (2008)[6]
- bez dotyku (2012)[6]
- przebudzenie ewy (2018)[8]
- Teksty zebrane (2023)[5]